# Jean Claude Colin
Jean Claude Colin (7 de agosto de 1790 - 15 de noviembre de 1875) fue un sacerdote francés que llegó a ser el fundador de la Sociedad de María (Maristas).

## Biografía
Jean Claude Colin nació en Saint-Bonnet-le-Troncy, en el departamento de Ródano (Francia). Su padre había protegido a sacerdotes durante la confusión de la Revolución francesa. Sus padres murieron cuando Colin tenía sólo 4 años de edad. La revolución había dejado una reducción del 70% de los sacerdotes en Francia.
Seminarios pequeños surgieron por toda Francia cuando la comenzaba el fin de la revolución. Con su hermano Pierre, Colin asistió al seminario menor de Saint-Jodard y pasó algún tiempo en Alix y Verrières, donde fue contemporáneo de San Marcelino Champagnat —quien fuera el fundador de los Hermanos Maristas— y San Juan María Vianney (el cura de Ars). En 1813 entró al seminario mayor de Saint-Irénée en Lyon.
Hacia los fines de 1814, Jean-Claude Courveille quien había sido un estudiante en otro seminario se transfirió a Saint-Irénée. Su diócesis había sido suprimida e integrada en Lyon. Courveille reclutó un grupo de seminaristas mayores para su idea de fundar la Sociedad de María (Maristas). Courveille había sido curado de una ceguera parcial después de rezar a Nuestra Señora de Le Puy y en gratitud tuvo la inspiración y convicción interna de que como había surgido en el tiempo de la Reforma una Sociedad dedicada a Jesús, los Jesuitas, en el tiempo de la Revolución podría haber una Sociedad dedicada a María cuyos miembros se llamaran Maristas. Esta idea se vio favorecida con las ideas nacientes de Colin de comenzar un grupo dedicado a María, la Madre de Dios.
Muchos del grupo incluyendo a Colin, Courveille, y San Marcelino Champagnat padre Marista al igual que San Pedro Channel fueron ordenados sacerdotes de la diócesis de Lyon el 22 de julio de 1816. Al día siguiente un grupo de 12 fueron al santuario de Notre-Dame de Fourvière a celebrar Misa, recibir la comunión y comprometerse a la fundación de la Sociedad de María. Colin celebró su primera Misa en Salles el 26 de julio y al día siguiente Pierre fue designado párroco de Cerdon en el departamento de Aix. Jean Claude fue para ser su coadjutor.
Por seis años trabajó en la parroquia de Cerdon y en los documentos de fundación de la idea Marista (forma de vida y constitución). Pierre estaba ansioso de entrar en el proyecto Marista y convenció a Jeanne Marie Chavoin y Marie Jotillon de comenzarla con ellos. Cerdon había sido movida en la reformada diócesis de Belley y Jean Claude convenció al Obispo Devie de permitir a los Maristas misionar en Bugey, una región pobre. Fue invitado a presidir el Colegio de Belley como Director y cuando Roma aprobó la Sociedad de María en 1836 fue elegido como el primer superior general. Roma asignó a la nueva sociedad la evangelización de la Vicaría de Oceanía Occidental.
La Sociedad de María fue fundada para servir a la Iglesia en las tareas más urgentes, variadas y significantes. En 1854 Colin reasignó la Oficina del Superior General y se retiró a Notre-Dame-de-la-Neylière, donde pasó sus últimos doce años de vida revisando y completando las Constituciones. Las Constituciones de la Sociedad de María fueron definitivamente aprobadas por la Santa Sede el 28 de febrero de 1873. Jean Claude Colin murió en La Neylière dos años después.
Chavoin and Jotillon se convirtieron en las primeras Hermanas Maristas.